# Raffaele Cadorna Junior
Raffaele Cadorna (ur. 12 września 1889 w Pallanzy, zm. 20 grudnia 1973 w Rzymie) – włoski generał i polityk.

## Życiorys
Raffaele Cadorna urodził się 12 września 1889 roku w Pallanzy jako syn marszałka Luigi Cadorny i wnuk generała Raffaele Cadorny. W 1909 roku, jako podoficer, walczył w wojnie włosko-tureckiej. Był uczestnikiem I wojny światowej, początkowo jako sierżant a ostatecznie jako kapitan. Na początku lat 20. był członkiem alianckiej komisji wytyczającej nowe granice Niemiec oraz attaché wojskowym w Pradze.
W 1935 roku sprzeciwił się decyzji Benito Mussoliniego w sprawie inwazji na Etiopię. Mimo to, dwa lata później został awansowany na pułkownika i dowódcę pułku kawalerii.
Podczas II wojny światowej walczył początkowo w kampanii francuskiej, następnie kierował szkołą kawalerii w Pinerolo. We wrześniu 1943 roku był dowódcą dywizji pancernej Ariete, po kapitulacji armii włoskiej przed Aliantami opowiedział się za rządem Pietro Badoglio, uczestniczył w obronie Rzymu przed jednostkami Wehrmachtu, następnie działał w antyfaszystowskim ruchu oporu. Przerzucony w 1944 roku drogą powietrzną do północnych Włoch, objął dowództwo partyzantki antyniemieckiej, Corpo dei Volontaria della Libertà, współpracował w tym zakresie z Ferruccio Parrim i Luigim Longo. Doradca wojskowy Narodowego Komitetu Wyzwolenia, koordynował działania jednostek o różnej orientacji politycznej. W kwietniu 1945 roku był członkiem delegacji partyzanckich organizacji, które namawiały Mussoliniego w Mediolanie do porozumienia z Aliantami. W latach 1945−1947 szef Sztabu Generalnego armii włoskiej, zrezygnował z funkcji z powodu konfliktu z ministrem obrony. W okresie 1948−1963 senator z listy Chrześcijańskiej Demokracji.